# Premio Planeta
Premio Planeta – coroczna hiszpańska nagroda literacka, przyznawana za powieść hiszpańskojęzyczną przez wydawnictwo Planeta. Została ufundowana w 1952 roku przez José Manuela Larę, zwana jest też niekiedy nagrodą Lary. Jej laureat otrzymuje ok. 600 tys. euro, co jest drugą najwyższą, po Nagrodzie Nobla, sumą nagrody literackiej. Od 1974 roku przyznawana jest także nagroda pieniężna za drugie miejsce, wynosząca ok. 150 tys. euro.
Premio Planeta jest drugą co do znaczenia, po Nagrodzie Cervantesa, nagrodą literacką hiszpańskojęzycznego kręgu kulturowego. Decyzja jury, składającego się z siedmiu osób, jest ogłaszana w październiku.
Premio Planeta bywa czasem krytykowana za zbyt częste przyznawanie jej pisarzom związanym z wydawnictwem Planeta.

## Laureaci
Laureaci i wicelaureaci nagrody w kolejnych latach:
1952 – En la noche no hay caminos, Juan José Mira
Tierra de promisión, Severino Fernández
1953 – Una casa con goteras, Santiago Lorén
Otros son los caminos, Antonio Ortiz Muñoz
1954 – Pequeño teatro, Ana María Matute
El fulgor y la sangre, Ignacio Aldecoa
1955 – Tres pisadas de hombre, Antonio Prieto
Carretera intermedia, Mercedes Salisachs
1956 – El desconocido, Carmen Kurtz
A fuego lento, Raúl Grien
1957 – La paz empieza nunca, Emilio Romero
Siete puertas, Elisa Brufal
1958 – Pasos sin huellas, Fernando Bermúdez de Castro
La ciudad amarilla, Julio Manegat
1959 – La noche, Andrés Bosch
El grito de la paloma, José María Castillo
1960 – El atentado, Tomás Salvador
El borrador, Manuel San Martín
1961 – La mujer de otro, Torcuato Luca de Tena
La oración del diablo, Andrés Avelino Artís
1962 – Se enciende y apaga una luz, Ángel Vázquez
El pozo de los monos, Juan Antonio Usera
1963 – El cacique, Luis Romero
El santo y el demonio, Víctor Chamorro
1964 – Las hogueras, Concha Alós
El adúltero y el dios (Vizarco)
1965 – Equipaje de amor para la tierra, Rodrigo Rubio
Spanish Show, Julio Manegat
1966 – A tientas y a ciegas, Marta Portal
Stress, Santiago Moncada
1967 – Las últimas banderas, Ángel María de Lera
Tiempo de morir, Eugenio Juan Zappietro
1968 – Con la noche a cuestas, Manuel Ferrand
No hay aceras, Pedro Entenza
1969 – En la vida de Ignacio Morel, Ramón J. Sender
Redoble por rancas, Manuel Scorza
1970 – La cruz invertida, Marcos Aguinis
Retrato de una bruja, Luis de Castresana
1971 – Condenados a vivir, José María Gironella
Seno Ramiro Pinilla
1972 – La cárcel, Jesús Zárate
El sitio de nadie, Hilda Perera
1973 – Azaña, Carlos Rojas
Adagio confidencial, Mercedes Salisachs
1974 – Icaria, Icaria..., Xavier Benguerel
Gran café, Pedro de Lorenzo
1975 – La gangrena, Mercedes Salisachs
El pájaro africano, Víctor Alba
1976 – En el día de hoy, Jesús Torbado
La buena muerte, Alfonso Grosso
1977 – Autobiografía de Federico Sánchez, Jorge Semprún
Divorcio para una virgen rota, Ángel Palomino
1978 – Dziewczyna w złotych majtkach – La muchacha de las bragas de oro, Juan Marsé
Los invitados, Alfonso Grosso
1979 – Los mares del Sur, Manuel Vázquez Montalbán
Las mil noches de Hortensia Romero, Fernando Quiñones
1980 – Volavérunt, Antonio Larreta
El aire de un crimen, Juan Benet
1981 – Y Dios en la última playa, Cristóbal Zaragoza
Llegará tarde a Hendaya, José María del Val
1982 – Jaque a la Dama, Jesús Fernández Santos
La conspiración del Golfo, Fernando Schwartz
1983 – La guerra del general Escobar, José Luis Olaizola
La canción del pirata, Fernando Quiñones
1984 – Crónica sentimental en rojo, Francisco González Ledesma
La guerra del Wolfram, Raúl Guerra Garrido
1985 – Yo, el rey, Juan Antonio Vallejo-Nágera
Pío XII, la escolta mora y un general sin un ojo, Francisco Umbral
1986 – No digas que fue un sueño, Terenci Moix
La jeringuilla, Pedro Casals
1987 – En busca del Unicornio, Juan Eslava Galán
El mal amor, Fernando Fernán Gómez
1988 – Filomeno, a mi pesar, Gonzalo Torrente Ballester
El triángulo. Alumna de la libertad, Ricardo de la Cierva
1989 – Queda la noche, Soledad Puértolas
Las hogueras del rey, Pedro Casals
1990 – Szkarłatny manuskrypt – El manuscrito carmesí, Antonio Gala
El camino del corazón, Fernando Sánchez Dragó
1991 – Jeździec polski – El jinete polaco, Antonio Muñoz Molina
Los espejos paralelos, Néstor Luján
1992 – La prueba del laberinto, Fernando Sánchez Dragó
La cruz de Santiago, Eduardo Chamorro
1993 – Lituma w Andach – Lituma en los Andes, Mario Vargas Llosa
El jardín de las dudas, Fernando Savater
1994 – La cruz de San Andrés, Camilo José Cela
El peso de las sombras, Ángeles Caso
1995 – La mirada del otro, Fernando G. Delgado
La fuente de la vida, Lourdes Ortiz
1996 – El desencuentro, Fernando Schwartz
Te di la vida entera, Zoé Valdés
1997 – La tempestad, Juan Manuel de Prada
Mi corazón que baila con espigas, Carmen Rigalt
1998 – Pequeñas infamias, Carmen Posadas
Pura vida, José María Mendiluce
1999 – Melocotones helados, Espido Freire
El egoísta, Nativel Preciado
2000 – Mientras vivimos, Maruja Torres
Cuaderno de viaje, Salvador Compán
2001 – La canción de Dorotea, Rosa Regàs
Lo que está en mi corazón, Marcela Serrano
2002 – El huerto de mi amada, Alfredo Bryce Echenique
Las mujeres que hay en mí, Maria de la Pau Janer
2003 – El baile de la Victoria, Antonio Skármeta
El amante albanés, Susana Fortes
2004 – Un milagro en equilibrio, Lucía Etxebarria
La vida en el abismo, Ferran Torrent
2005 – Pasiones Romanas, Maria de la Pau Janer
Y de repente un ángel, Jaime Bayly
2006 – La Fortuna de Matilda Turpin, Álvaro Pombo
En tiempo de prodigios, Marta Rivera de la Cruz
2007 – El Mundo, Juan José Millás
Villa Diamante, Boris Izaguirre
2008 – La hermandad de la buena suerte, Fernando Savater
Muerte entre poetas, Ángela Vallvey
2009 – Contra el viento, Ángeles Caso
La bailarina y el inglés, Emilio Calderón
2010 – Riña de gatos. Madrid, 1936, Eduardo Mendoza
El tiempo mientras tanto, Carmen Amoragas
2011 – El imperio eres tú, Javier Moro
Tiempo de arena, Inma Chacón
2012 – La marca del meridiano, Lorenzo Silva
La vida imaginaria, Mara Torres
2013 –  El cielo ha vuelto, Clara Sánchez
El buen hijo, Ángeles González-Sinde
- 2014 – Milena o el fémur más bello del mundo, Jorge Zepeda Patterson[1]

Mi color favorito es verte, Pilar Eyre
- 2015 – Nadzy mężczyźni – Hombres desnudos, Alicia Giménez Bartlett[2]

La isla de Alice, Daniel Sánchez Arévalo
- 2016 – Todo esto te daré, Dolores Redondo

El asesinato de Sócrates, Marcos Chicot
- 2017 – El fuego invisible, Javier Sierra

Niebla en Tánger, Cristina López Barrio
- 2018 – Yo, Julia, Santiago Posteguillo[3]

Un mar violeta oscuro, Ayanta Barilli
- 2019 – Terra Alta, Javier Cercas

Alegría, Manuel Vilas
- 2020 – Aquitania, Eva García Sáenz de Urturi

Un océano para llegar a ti, Sandra Barneda
- 2021 – La bestia, Carmen Mola

Últimos días en Berlín, Paloma Sánchez-Garnica
- 2022 – Lejos de Luisiana, Luz Gabás

Historias de mujeres casadas, Cristina Campos